# Billings (Montana)
Billings ist die größte Stadt im US-Bundesstaat Montana. Sie liegt im Yellowstone County und ist Sitz der Countyverwaltung (County Seat). Die Bevölkerung von ca. 110.000 Einwohnern (Stand 2016) verteilt sich auf eine Fläche von 87,6 km². Im gesamten Großraum leben circa 158.900 Menschen. Damit ist Billings nicht nur die größte Stadt Montanas, sondern auch dessen einzige Stadt und Agglomeration, die über 100.000 Einwohner zählt.
Die Stadt liegt am oberen Yellowstone River.

## Geschichte
Die Stadt wurde 1882 durch die Northern Pacific Railway für ihre Arbeiter gegründet und nach dem damaligen Präsidenten der Gesellschaft, Frederick Billings, benannt. Bereits drei Jahre später erhielt Billings das Stadtrecht.

## Wirtschaft
Die Wirtschaft der Stadt ist geprägt durch drei Erdölraffinerien. Weiterhin ist Billings ein wichtiges Handels- und Verarbeitungszentrum vor allem für Vieh, Weizen und Zuckerrüben. Billings verfügt über zwei große Kliniken und diverse weitere medizinische Einrichtungen. Es gibt einen Flughafen, den Billings Logan International Airport.
Die größten Arbeitgeber waren 2019:
| Arbeitgeber                       | Anzahl der Mitarbeiter |
| --------------------------------- | ---------------------- |
| Billings Clinic                   | 4.116                  |
| School District #2                | 3.000                  |
| St. Vincent Healthcare            | 2.213                  |
| Stillwater Mining Company         | 1.781                  |
| City of Billings                  | 922                    |
| Wells Fargo                       | 848                    |
| Yellowstone County                | 757                    |
| Walmart                           | 723                    |
| St John’s Lutheran Home           | 699                    |
| Montana State University Billings | 577                    |

## Bildung
Auch im Bildungsbereich ist Billings eine der wichtigsten Städte in Montana. Bedeutende Institutionen der höheren Bildung sind die Montana State University Billings (vormals Eastern Montana College, gegr. 1927), die Montana State University - College of Technology sowie das Rocky Mountain College (gegr. 1878).

## Sehenswürdigkeiten
Die Stadt ist für manche Touristen ein Ausgangspunkt zum Yellowstone National Park, zum Indianerreservat der Crow und zum Nationalfriedhof und Denkmal an die Schlacht am Little Bighorn von 1876. In Billings selbst kann man das Yellowstone Art Museum und den ZooMontana besichtigen. 6 km südöstlich von Billings liegt Pictograph Cave State Park, ein über 4500 Jahre altes Höhlensystem mit Versteinerungen und alten Felsmalereien.

## Billings im Film
Billings war in der US-Fernsehserie Der Denver-Clan teilweise Handlungsort. Es war im Szenar der Wohn- bzw. Heimatort der Hauptfigur Adam Carrington, dem verlorenen Sohn des Carrington-Clans.

## Bevölkerungsentwicklung
Die Einwohnerzahlen sind gerundet.
| Jahr | Einwohnerzahlen |
| ---- | --------------- |
| 1900 | 800             |
| 1910 | 10.000          |
| 1916 | 14.400          |
| 1920 | 15.100          |
| 1930 | 16.400          |
| 1940 | 23.300          |
| 1950 | 31.800          |
| 1960 | 52.900          |
| 1970 | 61.600          |
| 1980 | 66.800          |
| 1990 | 81.100          |
| 2000 | 89.800          |
| 2004 | 97.600          |
| 2010 | 104.170         |
| 2020 | 117.116         |

## Söhne und Töchter der Stadt
- Julie Brown (* 1955), Langstreckenläuferin
- David Duncan (1913–1999), Drehbuchautor und Roman-Schriftsteller
- Bob Enevoldsen (1920–2005), Jazz-Posaunist, Bassist und Arrangeur
- Jeffrey Fleming (* 1966), römisch-katholischer Bischof von Great Falls-Billings
- Andrea Fraser (* 1965), Performancekünstlerin
- Richard Wayne Janney (1945–2021), Anglist
- Amanda Kimmel (* 1984), Model
- Jeff Kober (* 1953), Schauspieler
- Kristin Korb (* 1969), Jazzmusikerin
- Erika Kuhlman (* 1961), Historikerin
- Bud Luckey (1934–2018), Animator und Illustrator
- William Muhm (* 1957), katholischer Geistlicher, Weihbischof im US-Militärordinariat
- Norman Packard (* 1954), Physiker
- Denny Rehberg (* 1955), Politiker, Mitglied im US-Repräsentantenhaus (2001–2013)
- Richard Schuyler (1926–2003), Schauspieler
- Emery Wetzel (1907–1988), Generalleutnant der Luftwaffe

## Klimatabelle
|                       | Jan   | Feb  | Mär  | Apr  | Mai  | Jun  | Jul  | Aug  | Sep  | Okt  | Nov  | Dez  |   |       |
| Mittl. Tagesmax. (°C) | −0,1  | 3,7  | 7,7  | 13,9 | 19,3 | 25,3 | 30,4 | 29,3 | 22,0 | 15,9 | 6,9  | 1,3  | ⌀ | 14,7  |
| Mittl. Tagesmin. (°C) | −10,2 | −7,0 | −3,8 | 1,1  | 6,3  | 11,1 | 14,6 | 13,7 | 8,1  | 3,1  | −3,6 | −8,6 | ⌀ | 2,1   |
|                       |       |      |      |      |      |      |      |      |      |      |      |      |   |       |
| Niederschlag (mm)     | 22,9  | 16,3 | 29,5 | 44,2 | 65,3 | 50,5 | 23,9 | 25,7 | 34,5 | 29,0 | 21,3 | 20,1 | Σ | 383,2 |
|                       |       |      |      |      |      |      |      |      |      |      |      |      |   |       |
| Regentage (d)         | 5,5   | 4,2  | 5,8  | 7,5  | 8,8  | 7,9  | 4,1  | 4,3  | 5,2  | 4,5  | 4,2  | 4,7  | Σ | 66,7  |

| −10,2 |

| −7,0 |

| −3,8 |

| 1,1 |

| 6,3 |

| 11,1 |

| 14,6 |

| 13,7 |

| 8,1 |

| 3,1 |

| −3,6 |

| −8,6 |

| −10,2 |

| −7,0 |

| −3,8 |

| 1,1 |

| 6,3 |

| 11,1 |

| 14,6 |

| 13,7 |

| 8,1 |

| 3,1 |

| −3,6 |

| −8,6 |